# 瓦葺一利
瓦葺 一利（かわらぶき かずとし、1976年1月10日 - ）は、日本の実業家。株式会社松屋フーズ取締役会長。

## 人物・経歴
東京都出身。松屋フーズ創業者瓦葺利夫の長男。2000年3月、日本大学商学部商業学科卒業。2001年、東食（現カーギルジャパン）入社。2006年、松屋フーズ入社。2011年執行役員財務経理部長に昇格。2012年、農林水産省出向。2013年、取締役商品部長兼国際事業部長。2014年、取締役商品本部長。2015年、常務取締役商品本部長。2016年から松屋フーズ代表取締役社長及びエム・エル・エス代表取締役社長を務め、2018年には人口増加が進み外食割合も高い沖縄県への初進出を果たした。